# 地域主義
地域主義（ちいきしゅぎ）とは、地域住民の自発的努力によって、政治や文化において各地方の独自性や自立性を高めようとする考え方をいう。

## 国家内の地域主義
政治の面では、中央から地方への税源移譲や地方議会の権限強化、地域政党の結成・政界進出など、地方自治の強化へと結びつく。文化の面では地域の言語（方言）の保護や伝統文化の保存などが積極的におこなわれる。
国威発揚・対外拡張といった国家主義を支えるナショナリズムに対し、伝統保存・地方自治を尊重する地域主義を支える立場としては愛郷主義(localism)が一般的である。
経済の面では、地域の内発的発展を重視し、全世界的に展開する中央資本・多国籍企業に対して、地域を地盤とする地場資本の調和や保護を要求する。国家的・国際的経済開発計画を受けての地域開発においての地方の利害や独自性を強調する。

### 日本における地域主義
日本においては、「地域主義」の主張は1970年代に盛り上がりを見せた。「地域主義」を言葉として提唱したのは、玉野井芳郎で 『地域分権の思想』(1977年）において「一定地域の住人が、その地域の風土的個性を背景に、その地域の共同体に対して一体感を持ち、地域の行政的、経済的自立性と文化的独立性とを追求すること」と定義した。背景には、戦後の日本で進められてきた重化学工業中心の高度経済成路線、それにともなう首都圏・京阪神・名古屋圏への人口集中が、1973年の石油危機によって急停止させられたことがある。日本経済は安定成長へ転換し、三大都市圏へ の人口流入も収まったため、各地でそれぞれの地域を見直そうとする動きがみられた。玉野に続いて杉岡碩夫・清成忠男・増田四郎・樺山紘一・三輪公忠らも地域主義に関する書籍を出版した。1974年には地域主義研究会が、1976年には地域主義研究集談会が発足された。地域主義が盛んに提唱された背景には、高度経済成長の弊害（農村の崩壊、公害、地域の独自性の喪失など）に対する反発や、それまで「万能の処方箋」として「神通力」を持っていた社会主義への幻滅などもあるとされる。1970年代の地域主義の提唱以降は専ら理論研究が中心であったが、近年では玉野井が晩年に展開した産直論や共同店研究を再評価して1990年代に国内で急成長した農産物の直接販売をその実践モデルとする実証研究がある。
地域主義への批判者としては、思想家の松本健一、農本主義研究者の綱沢満昭、農村社会学の蓮見音彦が挙げられる。彼らは地域主義が「日本の現実から、その現実の否定として生みだされた理論」ではなく（松本）「外国仕込みの理論」（綱沢）であることや、高度経済成長の歪みを引き起こした「巨大資本・官僚・政治家」を免罪してしまうこと（蓮見）に問題があるとみなしていた。戸田徹は、地域主義を両義的なものであった捉え、地域振興によって資本主義体制を支えた面とエコロジー重視の面があり、その両方に確信を与えるイデオローグの役割を果たしていたとみている。
戸田の指摘通り、地域主義は2つの潮流に分かれていった。一つは清成忠男ら地域経済や地場産業の振興を説くグループで、「情念的」ではなかったため（玉城哲）、地方都市を中心に受け入れられ、行政の政策にも取り入れられた。もう一つは、中村尚司ら地域の自立とエコロジズト的実践を重視するグループで、発展途上国における「もう一つの発展」を探究する内発的発展論と結びついた。
地域主義は政治分野における地方分権につながり、発想としての地域資源の見直し・活用、経済的豊かさに対する生活・文化の豊かさ重視、全国画一から地域の個性発揮などを含んでいる。1970年代前半は、政治・地方自治の世界では「地方の時代」が唱えられた時期であった。ただ、その後、市場化、地球規模化の流れのなか、「ふるさと創生」など一時の揺り戻しはあったが、日本における地域主義は格別の進展をみせなかった。
2000年代の政界再編の流れの中で、既成政党に反発した首長や地方議員らが、相次いで地域政党を擁立し地域分権を有権者に呼びかける「地域政党ブーム」なるものが発生した。多くは埋没していったものの、関西では大阪維新の会が勢力確立に成功した。ただし、日本における地域政党には、特に大阪維新の会に特徴的だが、むしろグローバリズムや国家主義を強調し、「地域から日本を変える」という標語を唱えて国政政党化を指向するという現象がしばしば認められる。日本における道州制論議については、かつては地域の復権をめぐる地域主義の文脈で取り上げられたこともあったが、その後はむしろ新自由主義・グローバル資本主義に接続する流れが強調され、東京が発展するために地方を切り捨てるという方向性が危惧されて構想自体がお蔵入りとなった。
市民運動・消費者運動が地域政党の結成に結びついた事例もある。代表的な例は生活クラブ生活協同組合から起こった代理人運動である。主に都市部を中心に今も地方議員を多数擁している。他、市民オンブズマン運動から地方議員を輩出した例もある。